# Kolențivske, Ivankiv
Kolențivske (în ucraineană Коленцівське) este un sat în comuna Blidcea din raionul Ivankiv, regiunea Kiev, Ucraina.

## Demografie
Componența lingvistică a localității Kolențivske
     Ucraineană (95,56%)
     Rusă (4,44%)
Conform recensământului din 2001, majoritatea populației localității Kolențivske era vorbitoare de ucraineană (95,56%), existând în minoritate și vorbitori de rusă (4,44%).